# Kelela

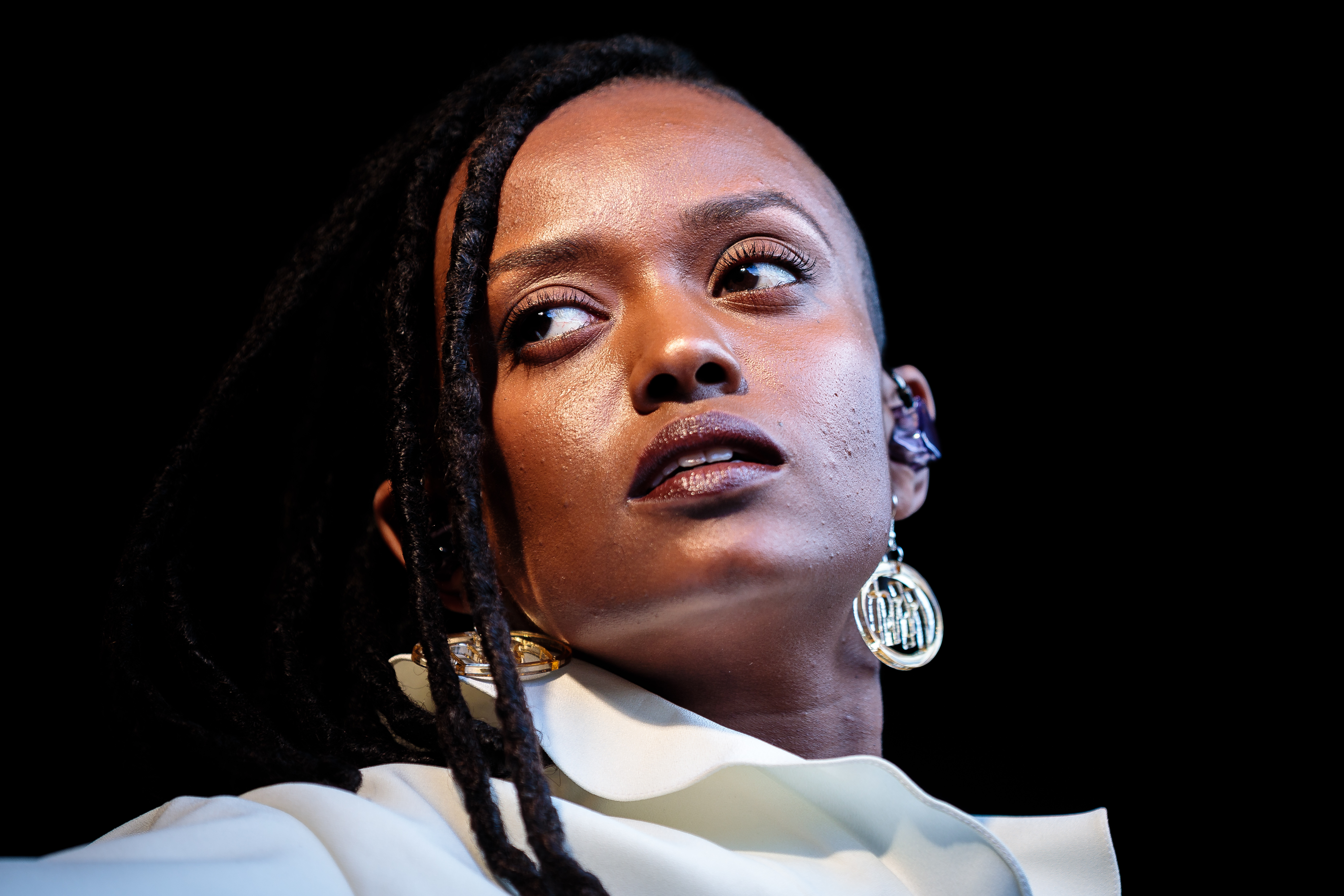
Kelela (2018)

Kelela (* 6. Juni 1983 in Washington, D.C., eigentlich Kelela Mizanekristos) ist eine US-amerikanische Sängerin und Songwriterin, die in den Genres Alternative R&B und Elektronischer Musik erfolgreich ist.

## Leben
Kelela wurde in Washington, D.C. als Tochter äthiopischer Eltern geboren und wuchs in Gaithersburg, Maryland auf. Ihre musikalische Karriere begann an der American University, wohin sie nach ihrem Studium am Montgomery College wechselte. Sie begann in ihrer Freizeit Jazz-Standards in verschiedenen Cafés zu spielen. Außerdem schloss sie sich der Progressive-Metal-Band Dizzy Spells an. In dieser Zeit begann sie auch eine Liaison mit dem Metal-Gitarristen Tosin Abasi (Animals as Leaders).
Anschließend zog sie nach Los Angeles und sang als Gast auf dem Lied EFX vom Album Tracer von Teengirl Fantasy. So lernte so Prince William vom Label Fade to Mind kennen, der sie von da ab weiter unterstützte und sie mit seinem Label-Programm, bestehend aus Grime, House, R&B, Techno, Dubstep und Hip-Hop bekannt machte. Nach einem  Gastbeitrag auf Kingdoms Song Bank Head, der auf der Kompilation Saint Heron, herausgegeben von Solange Knowles, erschien, folgte am 1. Oktober 2013 ihr Mixtape Cut 4 Me, das kostenlos veröffentlicht wurde. Von diesem Mixtape wurde der Song Go All Night ebenfalls auf Saint Heron veröffentlicht. Für das Album erhielt sie Lob von Björk.
Am 3. März 2015 erschien das Video zur Single A Message. Es folgte am 9. Oktober ihre Extended Play Hallucinogen.
Am 6. Oktober 2017 schließlich erschien ihr Debütalbum Take Me Apart über das Label Warp. Das hochgelobte Album wurde unter anderem in den Jahresbestenlisten des Rolling Stone (Deutschland, Platz 10) und Spex (Album des Jahres) geführt. In den Vereinigten Staaten erreichte es Platz 128 der Billboard 200, in den britischen Charts Platz 51 und in den Schweizer Charts Platz 80.

## Musikstil
Kelela ist dem Alternative R&B, dem Avantgarde-Pop sowie dem Trap zuzurechnen. Sie gilt als Kritikerliebling und konnte bereits durch ihr erstes Mixtape Musikerkollegen wie Gorillaz, Danny Brown, Arca und Björk überzeugen.

## Diskografie
Studioalben
- 2017: Take Me Apart (Warp Records)
- 2023: Raven (Warp Records)

Livealben
- 2025: In The Blue Light (unplugged)

Mixtapes
- 2013: Cut 4 Me (Fade to Mind)

EPs
- 2015: Hallucinogen (Warp, Cherry Coffee Music)

Singles
- 2014: OICU (feat. P. Morris und Le1f)
- 2014: The High
- 2015: A Message
- 2015: Rewind
- 2017: LMK
- 2017: Frontline
- 2017: Waitin’
- 2017: Blue Light